# Chapisco

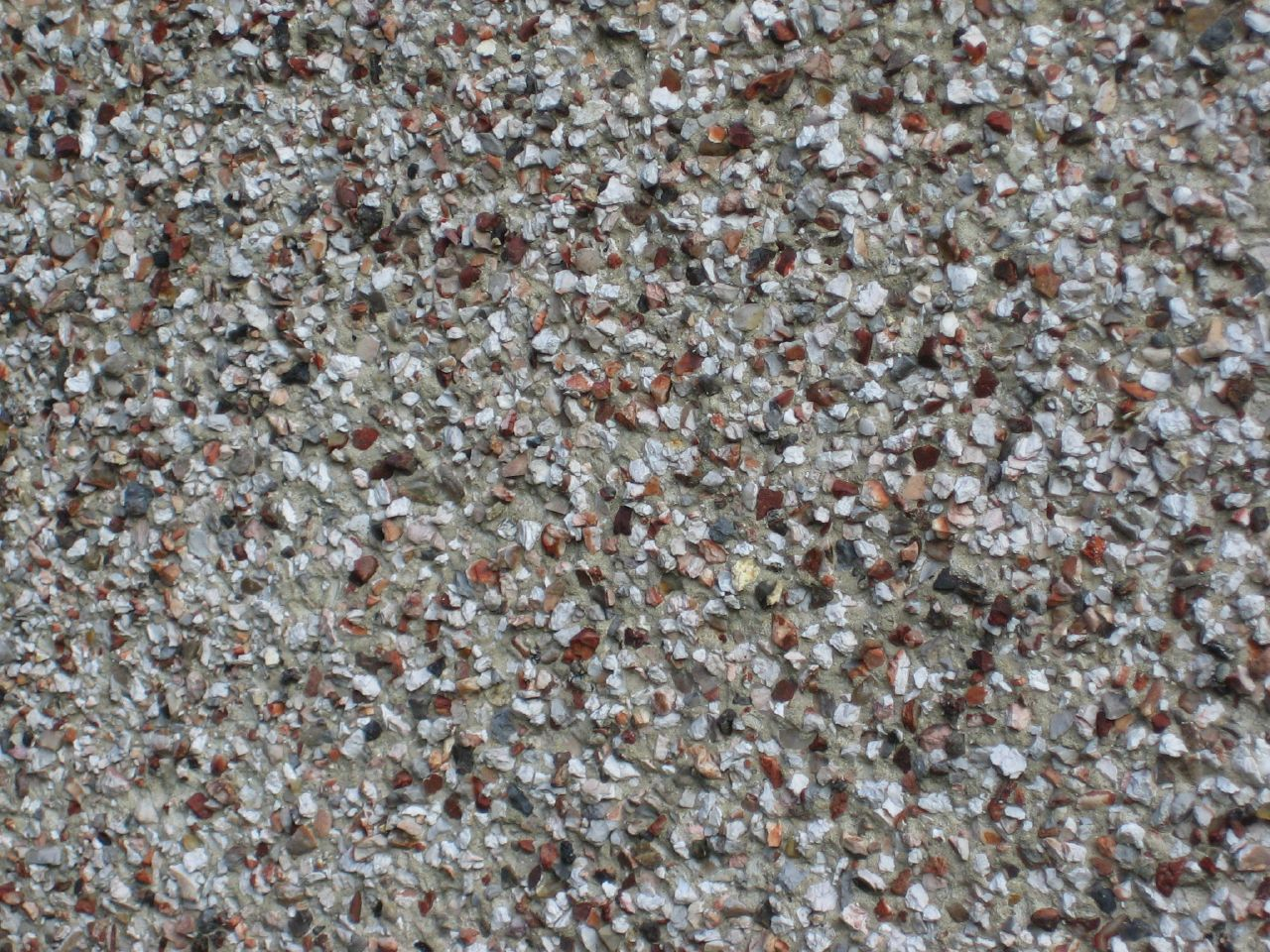

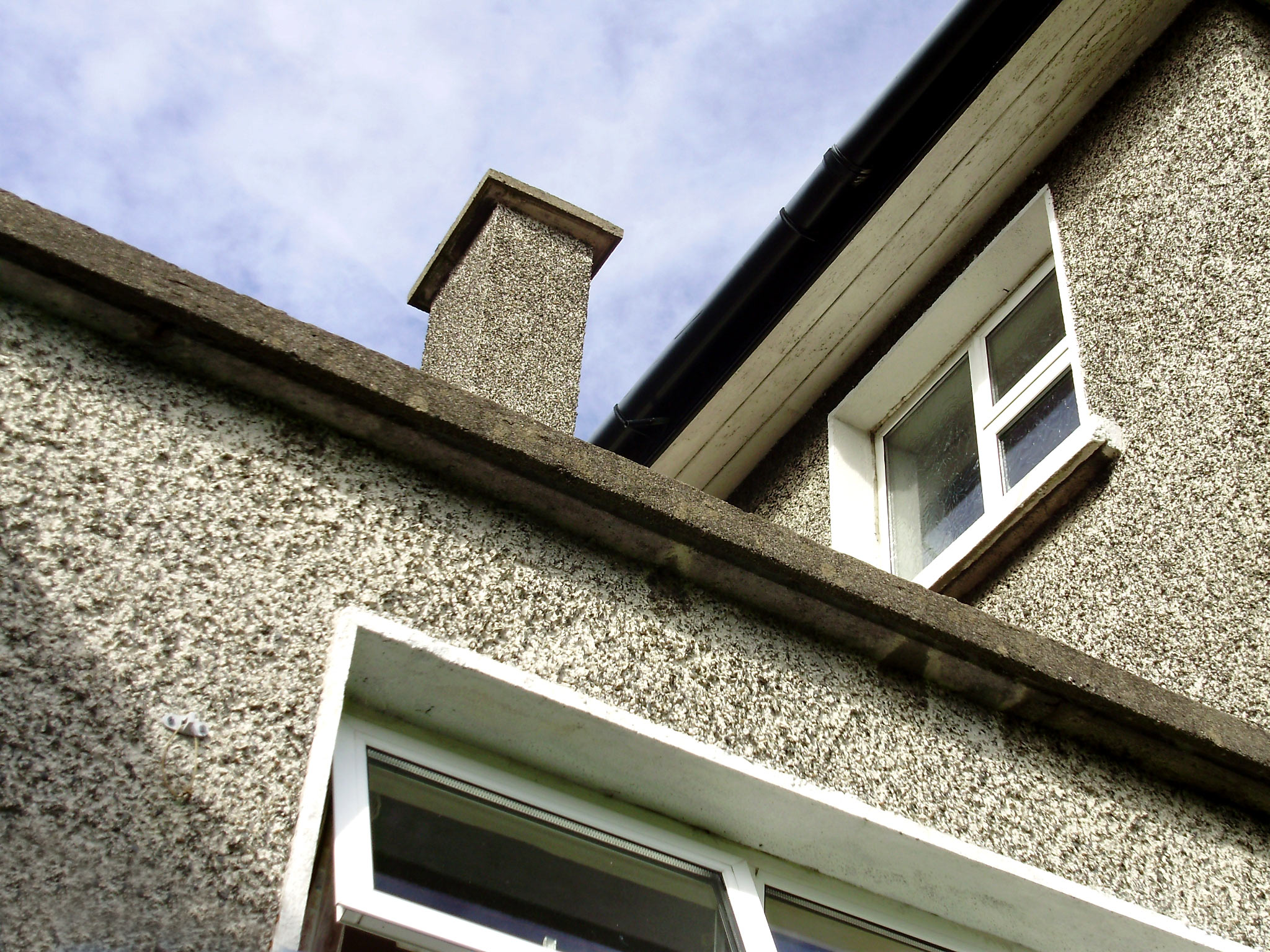

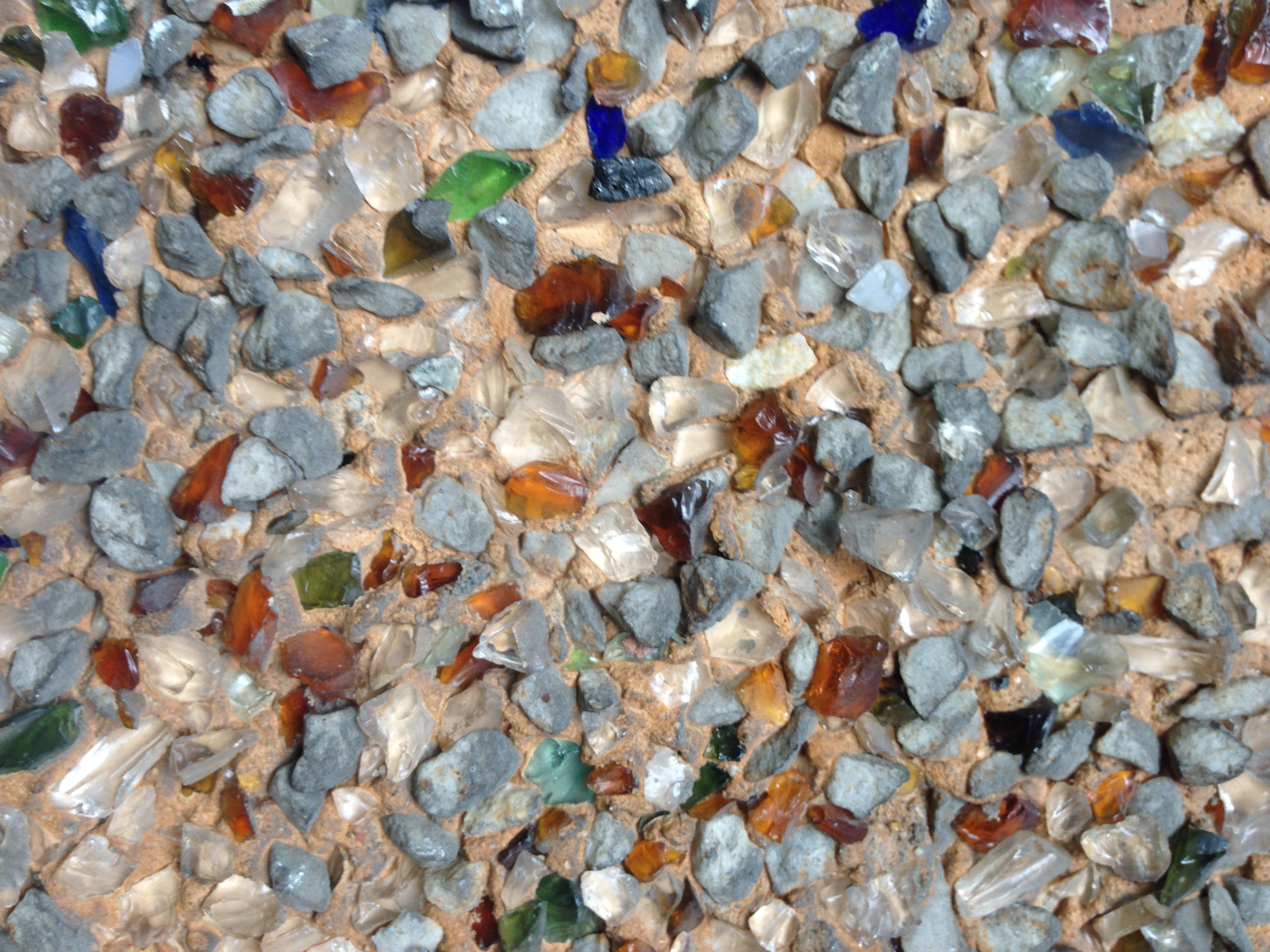

Chapisco é uma argamassa usada para revestir paredes ou tetos. Consiste em uma superfície de gesso grossa usada em paredes externas, formada por cal e às vezes cimento misturado com areia, pequenos cascalhos e, frequentemente, seixos ou conchas.
De acordo com a   Encyclopædia Britannica  Décima Primeira Edição (1910–1911), o gesso costumava ser um revestimento externo generalizado dado às paredes de residências e anexos comuns, mas agora é frequentemente empregado para efeito decorativo em casa de campo s, especialmente aquelas construídas com moldura de madeira (meia madeira). A variedade pode ser obtida na superfície da parede por pequenos seixo s de cores diferentes, e no período Tudor fragmentos de vidro às vezes foram incrustados.
Sua finalidade é facilitar o revestimento posterior, garantindo maior aderência, devido à sua superfície porosa. 

## Composição
O chapisco é uma argamassa de cimento e areia média ou grossa sem peneirar no traço 1:3. Deve ser utilizado no máximo até 2,5 horas a partir do contato da água com os demais componentes e desde que não haja qualquer sinal de endurecimento.
Consumo de materiais por m² de chapisco::
Cimento = 2,25 kg
areia = 0,0053m³
Os tetos devem ser previamente preparados mediante a aplicação de chapisco, que deverá receber adesivo para  argamassa para garantia de aderência. Deve ser lançado sobre a alvenaria previamente umedecida com auxílio da colher de pedreiro, em uma única camada de argamassa. A camada de chapisco deve ser uniforme, fina e de acabamento áspero. De acordo com a NBR 7200 a espessura do chapisco é de 3 mm a 5 mm. A cura do chapisco se dá 24h depois da aplicação, realizada a cura, pode ser executado o emboço.
Com finalidade de reduzir custos, o chapisco pode ser usado como acabamento rústico, para revestimento externo, neste caso executado com vassoura ou peneira salpicando até cobrir totalmente a superfície.
Constitui a primeira etapa de revestimento de uma alvenaria. 

## Ligações Externas
- http://www.fazfacil.com.br/reforma_construcao/paredes_chapisco_2.html